# Thomas Bürgler
Thomas Bürgler (Illgau, 3 de marzo de 1960) es un deportista suizo que compitió en esquí alpino.
Ganó una medalla de bronce en el Campeonato Mundial de Esquí Alpino de 1985, en la prueba combinada. 

## Palmarés internacional
| Campeonato Mundial | Campeonato Mundial | Campeonato Mundial | Campeonato Mundial |
| Año                | Lugar              | Medalla            | Prueba             |
| ------------------ | ------------------ | ------------------ | ------------------ |
| 1985               | Bormio (Italia)    | Medalla de bronce  | Combinada          |